# Gheorghe Bratu
Gheorghe Bratu (1881 - 1941) a fost un matematician, astronom și profesor român.
A contribuit la organizarea învățământului superior în domeniul științific.

## Biografie
S-a născut la București.
De mic a rămas orfan, fiind crescut de familia profesorului V. Burlă, directorul unui liceu din Iași.
În 1905 este absolvent al Facultatea de Științe din Iași și este numit profesor la Școala Comercială din Iași.
Un an mai târziu, este numit profesor la un liceu din Botoșani.
În 1908 pleacă la Paris ca bursier pentru a studia astronomia.
În 1914 a luat doctoratul în matematică la Sorbona.
În perioada 1914 - 1918 funcționează la Observatorul din Iași, ca apoi în 1915 să fie numit docent la Universitatea din Iași la Catedra de Analiză Matematică și în același timp la Institutul Electrotehnic din Iași.
În 1919 a fost numit profesor universitar la Cluj-Napoca, la Catedra de Calcul Diferențial și Integral și director al Observatorului Astronomic, precum și profesor de algebră financiară la Academia Comercială din Cluj, apoi profesor la Seminarul Pedagogic al Universității din Cluj.
În perioada 1931 - 1932 a fost inspector general în învățământul secundar.
A mai fost: decan al Facultății de Științe, membru al Societății Gazeta Matematică, al Societății Matematice din Franța, Palermo, membru al Academiei de Științe din România.

## Contribuții științifice
S-a ocupat în special de analiza matematică și astronomie, studiind ecuațiile integrale neliniare, ecuațiile integrale exponențiale, ecuațiile integro-diferențiale cu variabile separabile, cu problema creșterilor finite și teoria seriilor.
A lucrat la întocmirea hărții fotografice a cerului pentru secolul XX.
A determinat coordonatelor ecuatoriale ale unui număr de 1687 de stele și a calculat efemeridele altor stele duble și planete.

## Decorații
- Semnul Onorific „Răsplata Muncii pentru 25 ani în Serviciul Statului” (13 octombrie 1941)[3]

## Scrieri
Opera lui Gheorghe Bratu cuprinde lucrări de analiză matematică, de astronomie, cărți și manuale pentru învățământul mediu și superior, precum și lucrări publicate în revistele de specialitate române și străine.